# 전기가오리과
전기가오리과 또는 나르케과(Narkidae)는 가오리류에 속하는 연골어류과의 하나이다. 인도-태평양과 남아프리카, 일본부터 인도네시아에 이르는 온대와 열대 기후 지역에 제한적으로 분포한다. 바다에서만 서식하며, 민물 서식지에서는 발견되지 않는다.

## 하위 분류
- Crassinarke Takagi, 1951
  - Crassinarke dormitor Takagi, 1951
- Electrolux Compagno & Heemstra, 2007
  - Electrolux addisoni Compagno & Heemstra, 2007
- Heteronarce Regan, 1921
  - Heteronarce bentuviai (Baranes & Randall, 1989)
  - Heteronarce garmani Regan, 1921
  - Heteronarce mollis (Lloyd, 1907)
  - Heteronarce prabhui Talwar, 1981
- 전기가오리속 또는 나르케속 (Narke) Kaup, 1826
  - Narke capensis (Gmelin, 1789)
  - Narke dipterygia (Bloch & Schneider, 1801)
  - 전기가오리 (Narke japonica) (Temminck & Schlege, 1850)
- Temera J. E. Gray, 1831
  - Temera hardwickii J. E. Gray, 1831
- Typhlonarke Waite, 1909
  - Typhlonarke aysoni (A. Hamilton, 1902)
  - Typhlonarke tarakea Phillipps, 1929